# Балійський тигр
Балійський тигр або тигр Балі (Panthera tigris balica) — harimau Bali індонезійською мовою, або «samong» балійською. Вимерлий підвид тигра, знайдений лише на маленькому острові Балі (Індонезія). Він один з трьох тигрів, які живуть на Індонезійському архіпелазі, це Яванський тигр (вимерлий) та Суматранський тигр (під загрозою зникнення).

## Зовнішність та спосіб життя

### Вага
Цей підвид один з найменших, його порівнюють з африканським леопардом або північноамериканською пумою (за розміром). Вага самців 90-100 кг. Вага самиць 65-80 кг.

### Довжина
Самці від голови до хвоста завдовжки від 123 до 213 см. Самки завдовжки від голови до хвоста від 93 до 183 см.

### Зовнішність
Хутро Балійських тигрів було дуже коротке і мало апельсинове забарвлення. Вони мали найменшу кількість смуг з усіх інших видів тигрів. Іноді між смугами були маленькі цяточки темного кольору. Форма голови тигрів Балі нагадувала брусок.

### Термін життя
Зафіксовано, що в природі в середньому тигри жили 8-10 років.

### Здобич/Вороги
Тигри Балі полювали на все, що жило на Балі. Єдиним ворогом для них були люди, які винищили цих тигрів.

### Розмноження
У самок термін вагітності тривав, в середньому, 103 дні. За раз народжувалось 2-3 тигреняти. Вони народжувались сліпими і важили від 0,9 кг до 1,3 кг. Дитинчата ставали повністю самостійними в півтора року. Іноді дитинчата залишалися з мамою протягом ще одного року.

## Ставлення жителів Балі до тигра
У культурі населення, що живе на острові Балі, тигр займав спеціальне місце в народних розповідях і мистецтві, як картини Камасан у королівства Клунгкунг. Деякі жителі ставились до тигра негативно і вважали його руйнівною силою. Під час повного вимирання тигра, люди почали палити різні витвори мистецтва і документи пов'язані з тигром. Проте, деякі документи все ж таки збереглись. Найповніша реєстрація була зроблена угорським бароном Оскаром Войнічем (Oszkar Vojnich), який заманив в пастку тигра Балі та навіть сфотографував його.
Деякі кістки були збережені. Британський музей у Лондоні має найбільшу кількість експонатів: дві шкіри і три черепа.
До сих пір Балійський тигр відіграє важливу роль в балінезійській версії індуїзму.

## Полювання на тигрів Балі

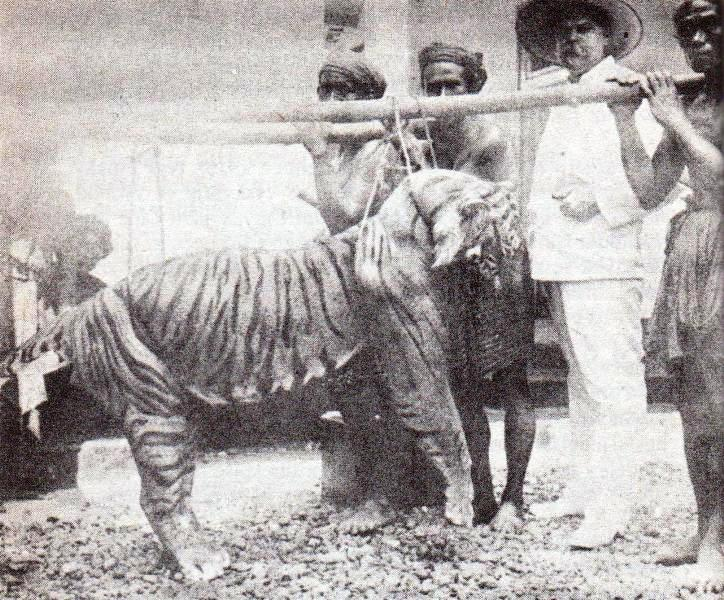
Тигр, убитий M. Zanveld'ом у 1920-х роках

3 листопада 1911 Оскар Войніч (Oszkar Vojnich) застрелив дорослого тигра в північно-західній області, між Гунунг Гондолою і річкою Бануюпох. Барон задокументував той випадок у його власній книзі «У Східному індійському Архіпелазі», Будапешт 1913. Згідно з тією ж книгою, люди зацікавились тигром і почали масове полювання. По книзі угорського барона, вони ставили велику, важку, сталеву пастку з приманкою (козлом або іншою невеликою твариною) і потім, коли тигр помітить приманку, стріляли по тварині з вогнепальної зброї.
Протягом голландського колоніального періоду один європейський спортсмен вбив більш ніж 20 тигрів цього виду.

### Оголошення вимерлого статусу
Підвид був оголошений вимерлим 27 вересня 1937 року після того, як останнього (доросла самка) застрелили в західному Балі (Сумбар Кама). Враховуючи невеликий розмір острова, обмежений простір лісу і велике населення, навряд чи, хоча б один тигр зміг вижити.